# Les Blanches Banques

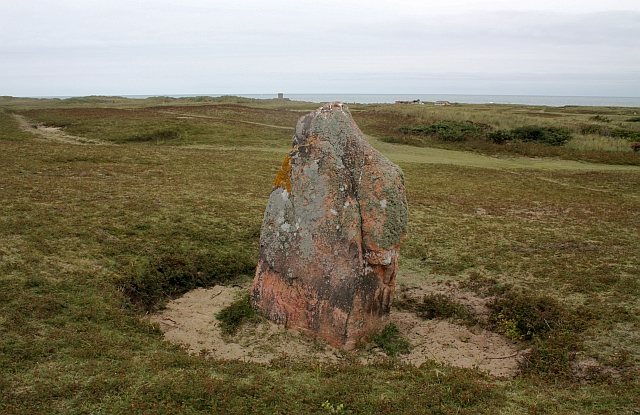
Der kleine Menhir von Les Blanches Banques

Les Blanches Banques (deutsch Die weißen Wälle) ist mit einer Fläche von etwa 100 Hektar das letzte erhaltene Dünengebiet der Kanalinsel Jersey. Es liegt bei Le Braye an der Westküste und ist von ökologischer Bedeutung, da die Vielfalt der Pflanzen außerordentlich ist und der Lebensraum für viele Tierarten, die das Gebiet als Zuflucht nutzen, sehr selten ist.
Die frühesten Spuren der Siedler der Blanches Banques stammen aus der Jungsteinzeit (vor 6000 bis 4500 Jahren) und ihre Feuersteinspuren können herausgewühlt vor Kaninchenbauten gefunden werden. Beweise für frühe Siedler sind auch Menhire (englisch Standing stones) und eine als „The Ossuary“ bekannte, nur in Resten erhaltene Steinkammer, in der die Knochen von 20 Menschen gefunden wurden.

The Ossuary
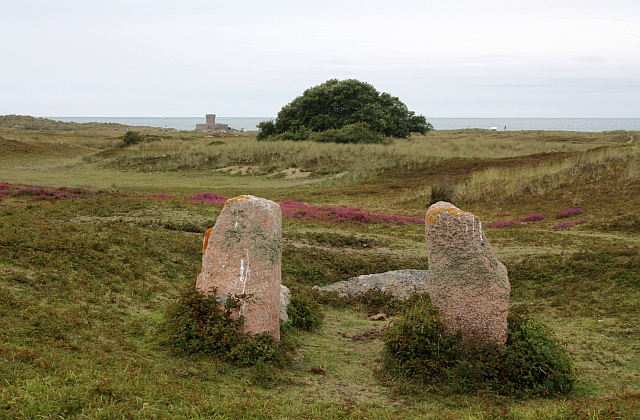
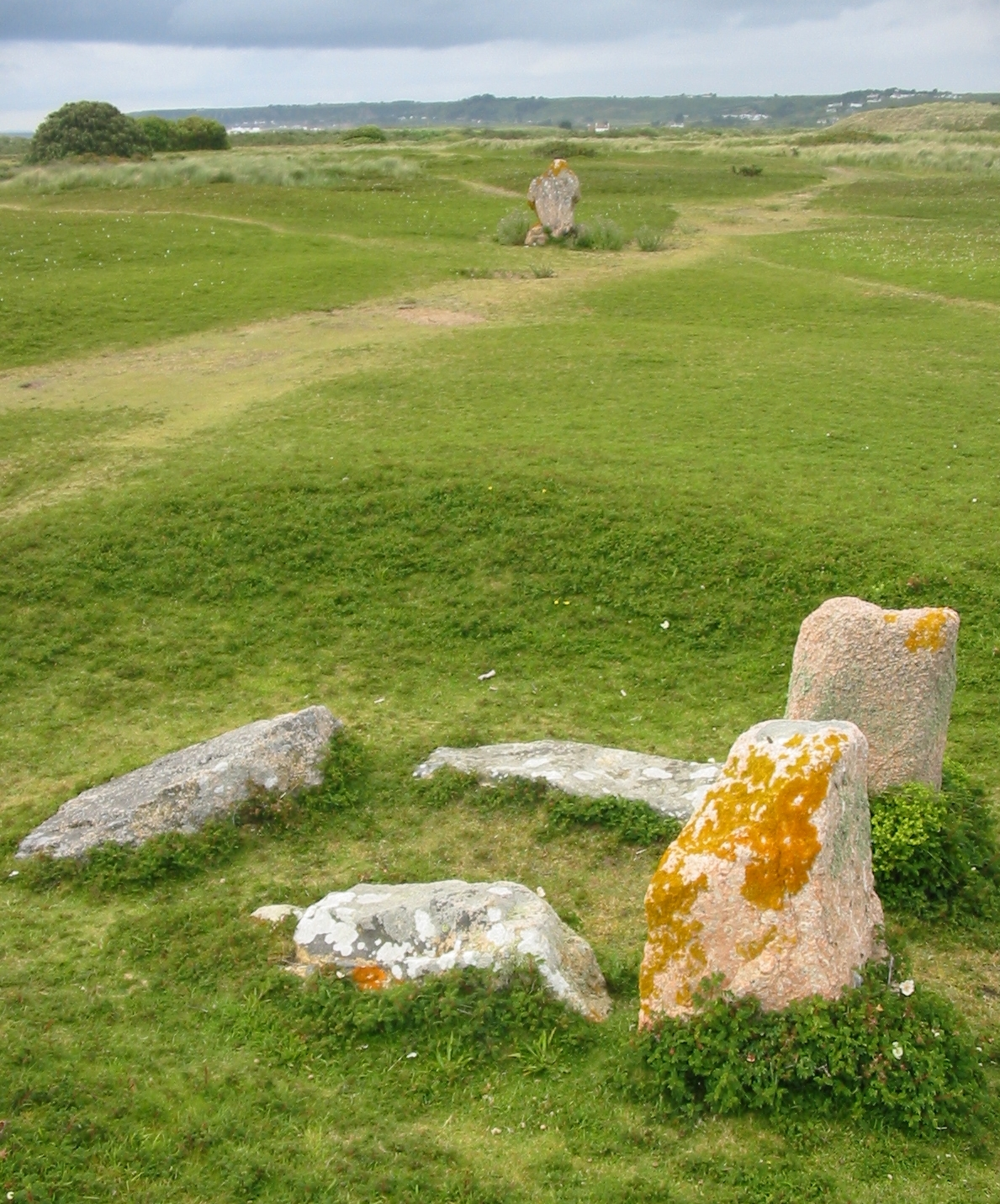
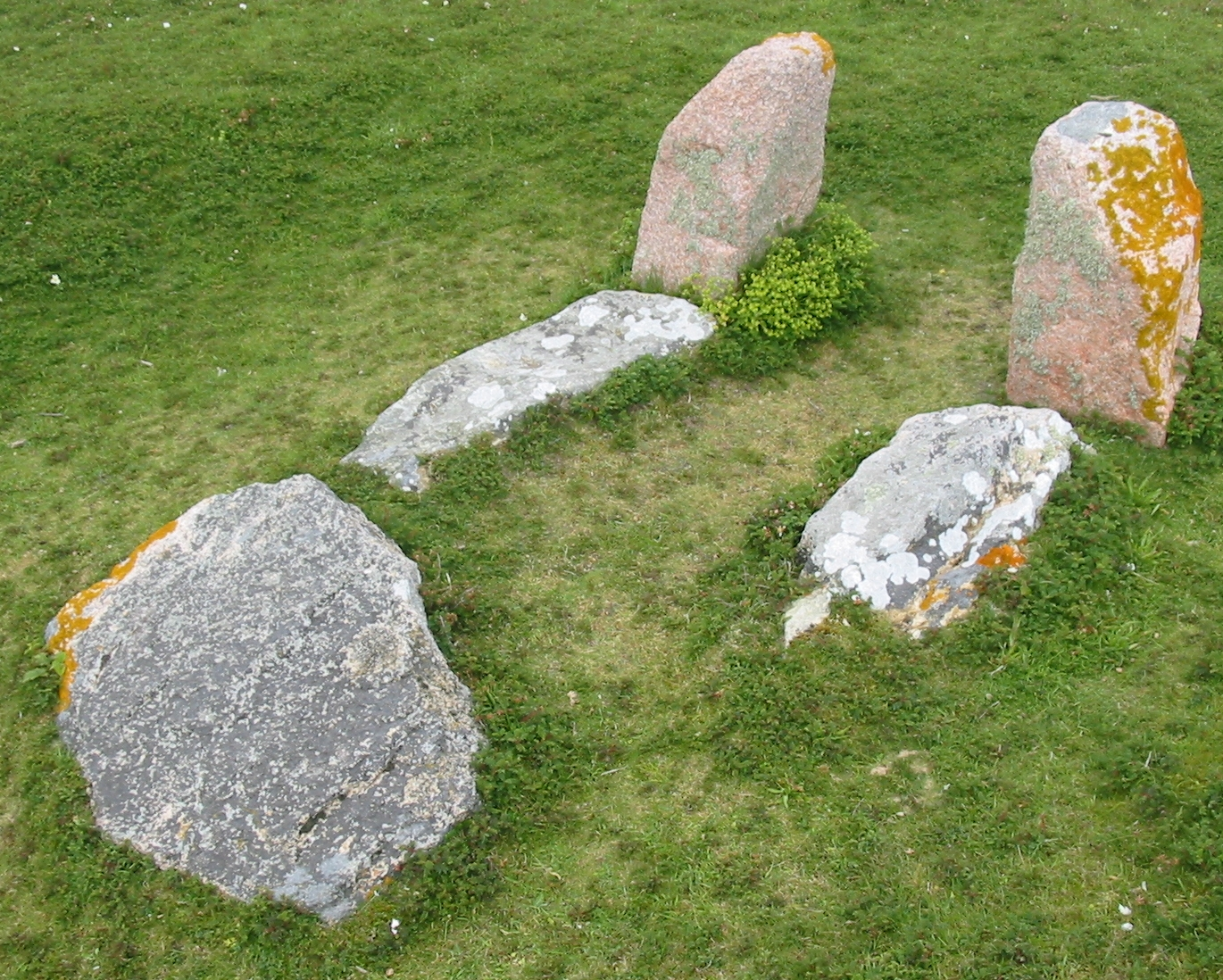
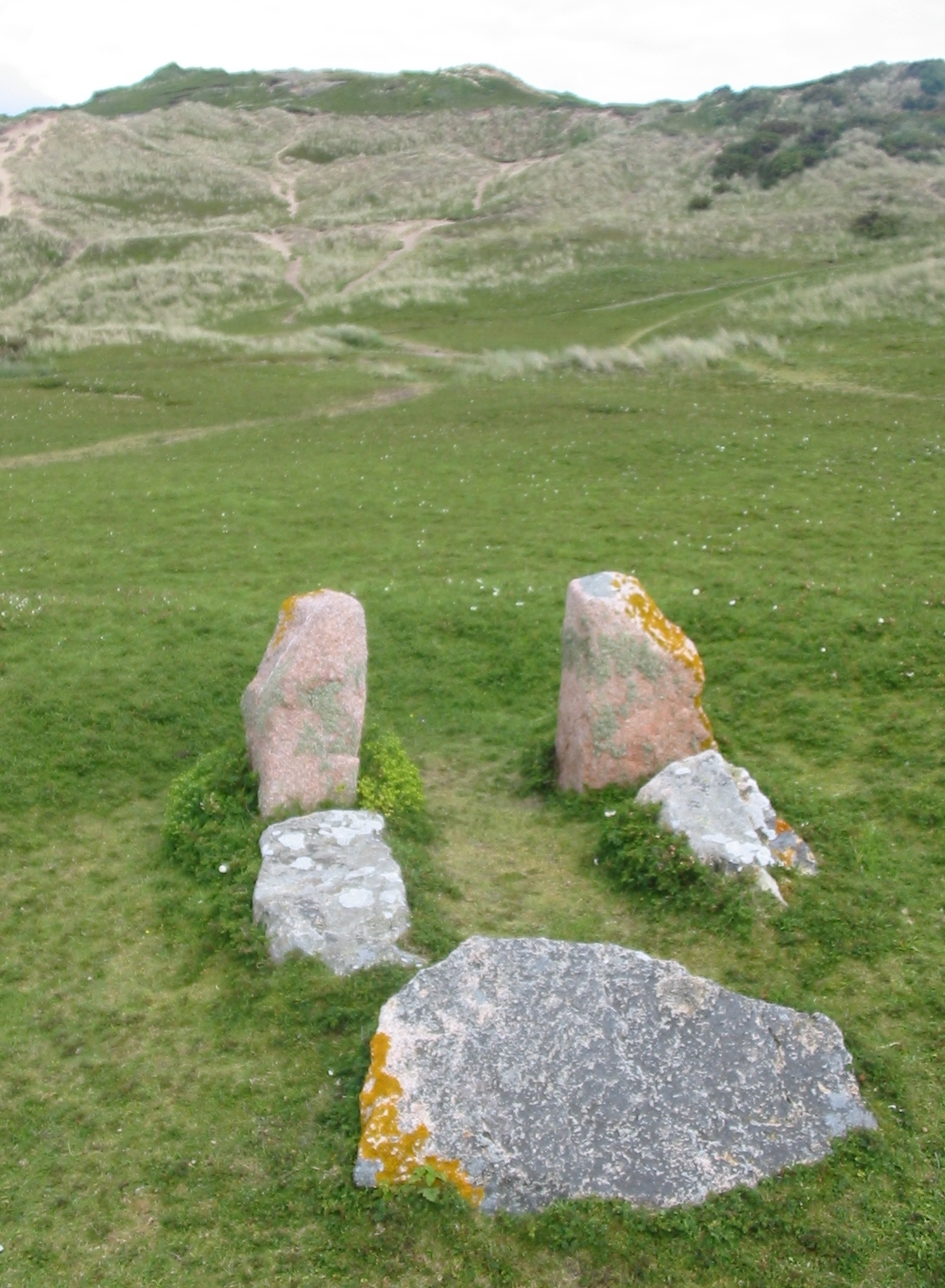